# Рамбо 3
Рамбо 3 (енгл. Rambo III) је акциони филм из 1988. године и трећи део серијала о Џону Рамбу, вијетнамском ветерану којег глуми Силвестер Сталоне.

## Радња
Филм почиње када се поручник Траутман враћа на Тајланд, како би још једном тражио помоћ од Рамба. Након што присуствује мечу, где Рамбо побеђује у борби са штаповима, Траутман посећује градилиште храма, где Рамбо помаже у изградњи и пита га да ли би се придружио у мисији у Авганистану. Мисија подразумева дотурање оружја авганистанским побуњеницима, муџахединима, који се боре у совјетско-авганистанском рату. Рамбо одбија да учествује у овоме и Траутман одлучује да пође сам.
У Авганистану, Траутман упада у заседу совјета и бива ухапшен. Заробљен је у тврђави која сада служи као совјетска база. Траутмана испитује главнокомандујући поручник Зајсен. Рамбо сазнаје за Траутмана од представника америчке амбасаде Роберта Григса, и убеђује га да га поведе у незваничну операцију. Рамбо стиже у Пакистан и сусреће се са Мусом, добављачем оружја који се слаже да га одведе у село, дубоко у Авганистанској пустињи, у близини совјетске базе где је Траутман заробљен. Мештани села у почетку желе да помогну Рамбу, али након напада совјетских хеликоптера одбијају даљу помоћ. Са Мусом и дечаком Хамидом, Рамбо креће ка тврђави како би ослободио Траутмана. Први покушај је био неуспешан и резултовао је рањавањем Хамида у ногу, а Рамба је том приликом закачио шрапнел. Након повлачења Рамбо превија Хамидове ране и шаље њега и Мусу на сигурно.
Наредног дана, Рамбо се враћа у базу на време да спасе Траутмана од новог мучења. Нако што спаси и неколико других заробљеника, Рамбо краде хеликоптер и бежи из базе. Међутим, хеликоптер се убрзо руши па су Рамбо и Траутман приморани да наставе пешке. Након сукоба у пећини, где Рамбо и Траутман елиминишу неколико совјетских командоса Спецназа, наилазе на целу армију тенкова које предводи Зајсен. Убрзо у помоћ стижу муџахедини на коњима и нападају совјете. У одсудном моменту, Рамбо успева да убије Зајсена у судару тенка и хеликоптера, и успева да преживи експлозију. По завршетку борбе Рамбо и Траутман се опраштају од муџахедина и крећу кући.

## Продукција
Совјетску ратну технику у филму чине амерички полугусеничар/оклопни транспортер M3 из Другог светског рата, оклопна возила Алвис FV603 Сарацен, БРДМ-2, БТР-60, извиђачка кола УАЗ-469 и Дајмлер Ферет MkII, војни камиони ЗИЛ-157, GMC M-135, AIL M-325, самоходно противавионско оруђе ЗСУ-23-4, тенк Т-55, као и неидентификовани тенк који подсећа на амерички тенк М26 Першинг. На граници са Пакистаном, улогу совјетских авиона који патролирају преузели су авиони F-15. Хеликоптери совјетске армије долазе у две варијанте, средњој и тешкој, и оба су француске производње. Транспортни хеликоптер Аероспасјал SA 330 Puma је модификован додавањем бочних крила тако да подсећа на Ми-24. Други хеликоптер је исто тако измењени SA 342 Газела. На пушке АКС и АКМ су инсталирани амерички бацачи граната M203 и оптички нишани. У једној сцени, совјетски митраљезац пуца из британског митраљеза Луис из 1916. године. Својевремено је био најскупљи и најнасилнији филм икада снимљен.

## Улоге
- Силвестер Сталоне : Џон Рамбо
- Ричард Крена : Пуковник Самјуел Траутман
- Марк Де Јонг : Пуковник Заисин
- Кертвуд Смит : Роберт Григс
- Спирос Фокас : Масуд
- Сасон Габаи : Муса Гани
- Доуди Шоуа : Хамид
- Ренди Рејни : Нaредник Куров
- Маркус Гилберт : Томаск
- Алон Абутбул : Нисем
- Махмуд Асадолахи : Рахим
- Џозеф Шилоак : Халид

## Грешке
У сцени финалног обрачуна, Рамбо и муџахедини погађају совјетски тенк (који би требало да представља совјетски тенк Т-72) молотовљевим коктелима и мином од 50 mm, после чега се трочлана посада евакуише из оштећеног тенка. После тога, у тенк, као да се ништа није догодило, седа Рамбо и сам наставља борбу. Међутим, није могуће да тенк Т-72 вози једна особа и истовремено пуца из њега, пошто су места возача и тобџије превише удаљена.

## Реакције на филм
Филм је добро примљен од стране млађе публике у Америци, али је добио лоше оцене од многих филмских критичара. Неки критичари су истицали лоше време премијере филма, 10 дана после почетка совјетског повлачења из Авганистана и са његовим наглашеним антисовјетским тоном, који је игнорисао отварање Совјетског Савеза према западу за време Михаила Горбачова, што је знатно променило слику о Совјетском Савезу у време кад је филм сниман. Филм због тога није приказиван у Совјетском Савезу. 
У оригиналном верзији, филм се завршава цитатом: „Овај филм је посвећен храбрим авганистанским муџахединима“. После напада 11. септембра 2001. године и рата у Авганистану, цитат је промењен у „Овај филм је посвећен племенитом авганистанском народу“ и додат је цитат: „Ја сам попут метка, напуњен оловом и створен да убијам“.

## Зарада
- Зарада у САД - 53.715.611 $
- Зарада у иностранству - 135.300.000 $
- Зарада у свету - 189.015.611 $